# Пундик, Дмитрий Васильевич
Дмитрий Васильевич Пундик (укр. Дмитро Васильович Пундик; род. 21 февраля 1989, Ташкент) — украинский фехтовальщик, специализирующийся на сабле. Мастер спорта Украины международного класса.

## Биография
Воспитанник Нетешинской КДЮСШ. Первый тренер — В. В. Штурбабин. Окончил Хмельницкий национальный университет.
Сестра — Галина Пундик, также фехтовальщица, олимпийская чемпионка.
Победитель юношеского чемпионата мира 2007 года. На юношеских чемпионатах Европы трижды завоёвывал золотые медали (2006, 2007) и один раз становился бронзовым призёром (2008).
Дебют на взрослых чемпионатах мира и Европы состоялся в 2010 году — на первенствах, проходивших во Франции и Германии соответственно.
Наибольших успехов в карьере добился в командных соревнованиях. В составе украинской сборной вместе с Дмитрием Бойко, Андреем Ягодкой и Олегом Штурбабиным завоевал серебряную медаль чемпионата Европы 2010 года (Германия) и бронзовую медаль чемпионата Европы 2013 года (Хорватия). Ещё одним достижением этой команды стала золотая медаль Универсиады 2011 года в Китае.
В общей сложности Дмитрий Пундик принял участие в восьми чемпионатах мира (2010, 2011, 2013, 2014, 2015, 2017, 2018, 2019) и десяти чемпионатах Европы (2010, 2011, 2012, 2013, 2014, 2015, 2016, 2017, 2018, 2019).
С 2022 года — старший тренер сборной Украины по мужской сабле.

## Достижения
Чемпионат Украины:
- 2011 — золото (сабля)[5]
- 2013 — серебро (сабля)[6]

Чемпионат Европы:
- 2010 — серебро (командная сабля)
- 2013 — бронза (командная сабля)

Универсиада:
- 2011 — золото (командная сабля)

Юношеский чемпионат Европы:
- 2007 — золото (командная сабля)

Юношеский чемпионат Европы:
- 2006 — золото (командная сабля)
- 2007 — золото (командная сабля), золото (сабля)
- 2008 — бронза (командная сабля)

## Рейтинг
| Сезон | Место | Категория | Сезон | Место |
| ----- | ----- | --------- | ----- | ----- |
| 05/06 | 165   | Юниоры    | 07/08 | 31    |
| 06/07 | 10    | Юниоры    | 08/09 | 16    |
|       |       |           |       |       |
| 07/08 | 137   | Взрослые  | 14/15 | 79    |
| 08/09 | 172   | Взрослые  | 15/16 | 110   |
| 09/10 | 63    | Взрослые  | 16/17 | 79    |
| 10/11 | 60    | Взрослые  | 17/18 | 119   |
| 11/12 | 61    | Взрослые  | 18/19 | 137   |
| 12/13 | 58    | Взрослые  | 19/20 | 106   |
| 13/14 | 52    | Взрослые  | 20/21 | 141   |